# Aphantopus decora
Aphantopus decora är en fjärilsart som beskrevs av Marcel Caruel 1944. Aphantopus decora ingår i släktet Aphantopus och familjen praktfjärilar. Inga underarter finns listade i Catalogue of Life.